# Capilla de Calle Agua (Málaga)
La Capilla Faro de la Victoria, de la esquina de calle Agua o del Rescate son unos, entre otros, los nombres por los que se le conoce a este monumento histórico de la ciudad de Málaga, España. 

## Historia
En 1797, Marcos López y José Miranda fueron comisionados por unos vecinos de calle de la Victoria para construir una capilla en calle Agua, esquina con calle de la Victoria. A tal fin dio autorización el Ayuntamiento y se inauguró en 1800, quedando al culto el Cristo de la Expiración. Esta Cofradía permaneció en la Capilla al menos hasta 1878, siendo adecentada en 1896 por el Ayuntamiento ante su deterioro. 
En 1912, un concejal del Ayuntamiento de Málaga quiso derribarla porque afeaba la arquitectura de la calle. Este intento no se llevó a cabo y fue arreglada de nuevo por el ayuntamiento. En plena contienda civil, la Gestora del Ayuntamiento que se nombró a raíz de la entrada en Málaga de los nacionales restauró la Capilla hacia 1938. Cuando se reorganizó la cofradía del Rescate en 1949, sus Titulares quedan expuestos a la veneración del público en la Capilla de calle Agua, que estaba desocupada. El traslado de las Imágenes a la Capilla se realizó el 28 de enero de 1951 y se efectuó como primera actividad un reparto de comida a los pobres. 
En 1975, se comienza su embellecimiento exterior y en 1977 se culminan las obras de restauración interior de la Capilla, pero fue una restauración muy humilde debido a las maltrechas arcas de la Hermandad. No contentos con estos arreglos, desde 1981 se trabajó para hacer una restauración más acorde con la importancia del edificio, ejemplar casi único de las capillas callejeras en Málaga y lugar de culto de nuestros Titulares. Por fin, en febrero de 1995 se pudo abrir la Capilla nuevamente al público después de la restauración llevada a cabo por la Junta de Andalucía. 
El 15 de marzo de 2002, se inauguró la iluminación ornamental exterior de la Capilla (Bien de Interés Cultural) de calle Agua. En octubre de 2003 y como culminación de una intervención de recuperación y subsanación de humedades producidos por un solar colindante, se colocó en el cupulín un remate con una veleta con dos nazarenos de la Hermandad pintados. El 28 de enero de 2010 aparece publicado en el BOJA, número 18, la Orden de 22 de diciembre de 2009, emitida por la Consejería de Cultura, con la inscripción en el Catálogo General del Patrimonio Histórico Andaluz, de la capilla como Bien de Catalogación General.

## Valor patrimonial
La Capilla del Rescate responde a la tipología de capilla callejera, la cual puede relacionarse con las «musallas» u oratorios callejeros de las ciudades hispanomusulmanas, que posteriormente entre los siglos XVI y XVIII, adquirieron amplia difusión en Andalucía. Situadas normalmente en bivios o plazas, que dentro del concepto de ciudad-convento, adquieren plena significación.
Desde el punto de vista formal, la mayoría de estas capillas fueron construidas empleando el lenguaje barroco, tratado en clave popular. La fragilidad en su concepción obligaba a buscar soportes estructurales en inmuebles vecinos, encontrándose adosadas a una iglesia u otro tipo de edificio, o buscando el chaflán de la manzana.
Este inmueble continúa la tradición de las capillas callejeras de la Edad Moderna, a pesar de ser construido en 1800, constituyendo un buen ejemplo tipológico y de sacralización del espacio público.
Por su valor histórico resulta ser un caso excepcional, tratándose de la única capilla fundada por una hermandad en el siglo XIX en Málaga. Diferentes causas sociopolíticas y económicas determinaron que en la primera mitad del siglo XIX, se produjera un notable descenso de la actividad económica respecto al siglo anterior, dándose la ruina económica de las cofradías, por diferentes avatares como la ocupación napoleónica de la ciudad entre 1810 y 1812, así como por las enajenaciones de bienes a las mismas entre los años 1790, 1795 y 1810, que supusieron no sólo la disminución de su poder adquisitivo sino, la pérdida de las bases sociales e instituciones que habían gestado y mantenido a estas corporaciones. Su valor histórico resulta además relevante por su vinculación tanto a la cofradía del Santo Rosario del Barrio de la Victoria del siglo XVIII, como a la actual cofradía pasionista de Nuestro Padre Jesús del Rescate y María Santísima de Gracia.
Por su valor artístico, en cuanto a su concepción espacial y lenguaje arquitectónico, aparece vinculado al estilo barroco, época que supuso la plenitud de manifestaciones religiosas.
La Capilla del Rescate forma parte de la imagen urbana, de la popular calle de la Victoria, desde su construcción hasta la actualidad, recibiendo el culto público en una de las pocas capillas callejeras que se han conservado en Málaga.

## Descripción
La Capilla del Rescate es de planta centralizada con forma hexagonal irregular, siendo el recinto interior elíptico. El edificio consta de tres cuerpos, el primero y principal, con un orden de columnas toscanas sobre pedestal de piedra y un arco en cada una de las tres fachadas que soportan un doble entablamento. La fachada, aparece en chaflán, y presenta tres arcos de acceso a la capilla estando los dos laterales cegados, son de medio punto con la rosca y las jambas cajeadas. Sobre las columnas corre un friso y cornisa con molduras. El segundo cuerpo presenta óvalos y rectángulos cajeados y, en las esquinas como elemento decorativo, unos sencillos jarrones que se ubican ante pequeñas hornacinas. Remata con cubierta cónica de teja vidriada y una sencilla linterna hexagonal con adornos cerámicos. En el interior presenta hornacinas en las tres caras centrales enfrentadas a la entrada y paramentos lisos, poseyendo pilastras de orden corintio y sobre ellas columnas adosadas con fuste acanalado. Sobre el zócalo se dispone una hornacina de gran tamaño que alberga a las imágenes titulares de la Hermandad del Rescate.
El techo se conforma mediante una bóveda nervada de escayola que arranca de la cornisa, que se encuentra apoyada sobre las pilastras adosadas a la pared.
La capilla se encuentra rodeada por una reja de hierro forjado, de traza sencilla. La puerta de acceso tiene una lápida, en cuya inscripción dice: «SE ISO ESTA CAPILLA SIENDO MAYORDOMOS CHRISTOBAL RAMÍREZ, MARCOS LÓPEZ, CARLOS RAMIREZ Y JOSEPH MIRANDA. AÑO DE 1800».
La capilla ha sufrido varias restauraciones, la primera de ellas efectuada en 1897, desconociendo el alcance de su intervención, quedando cerrada hasta la primera mitad del siglo XX. Posteriormente fue nuevamente restaurada tras la Guerra Civil y en 1949 se estableció la sede de la cofradía de Jesús del Rescate y María Santísima de Gracia, trasladándose las imágenes en 1951. Tras la restauración de 1995 se abrió de nuevo la capilla, que presentaba problemas de humedades, procediéndose fundamentalmente a la restauración de las cubiertas. En el año 2003 sufre una intervención de recuperación y subsanación de humedades debido a un solar colindante.